# نیلس لیدهولم
نیلس لیدهولم (به سوئدی: Nils Liedholm) (زادهٔ ۸ اکتبر ۱۹۲۲ در سوئد، درگذشتهٔ ۵ نوامبر ۲۰۰۷ در ایتالیا)، بازیکن فوتبال اسبق سوئدی و یکی از اضلاع مثلث سوئدی میلان ایتالیاست. او به همراه تیم ملی کشورش به مدال طلای فوتبال المپیک لندن دست یافت. ۱۰ سال بعد در جام جهانی حاضر شد و نائب قهرمانی جهان را در خاک کشورش تجربه کرد.